# Tabanus unipunctatus
Tabanus unipunctatus är en tvåvingeart som först beskrevs av Jacques-Marie-Frangile Bigot 1892.  Tabanus unipunctatus ingår i släktet Tabanus och familjen bromsar. Inga underarter finns listade i Catalogue of Life.